# Filip Jörgensen
Filip Jörgensen, né le 16 avril 2002 à Lomma en Suède, est un footballeur international danois qui évolue au poste de gardien de but au Chelsea FC.

## Biographie

### En club
Né à Lomma en Suède d'un père danois et d'une mère suédoise, Filip Jörgensen commence le football dans son pays natal, avec le GIF Nike puis le Malmö FF. En 2014, à l'âge de 11 ans, il rejoint l'Espagne, passant par le Club Santa Catalina Atlético, Penya Arrabal et le RCD Majorque avant de rejoindre le centre de formation du Villarreal CF. Considéré comme l'un des grands espoirs du club, il prolonge son contrat en novembre 2020 jusqu'en juin 2025.
Jörgensen joue son premier match de Liga, la première division espagnole, le 30 janvier 2023 contre le Rayo Vallecano. Il est titularisé et son équipe s'incline (0-1 score final).
En août 2023, il est promu gardien numéro un de l'équipe première, Villarreal misant définitivement sur son jeune portier. Il change de numéro par la même occasion, passant du 35 au 13. Pour sa première saison en tant que titulaire, Jörgensen se montre convaincant et même l'un des gardiens du championnat les plus efficaces, étant notamment celui qui compte le plus d'arrêts sur la première partie de saison.

### En sélection
Filip Jörgensen commence sa carrière internationale avec la Suède, jouant notamment deux matchs avec les moins de 16 ans en 2018.
En mai 2021, Filip Jörgensen décide de changer de sélection, optant ainsi pour le pays de son père, le Danemark. Il est dans le même temps convoqué avec les moins de 20 ans.
En août 2021, Jörgensen est convoqué pour la première fois avec l'équipe du Danemark espoirs. Il joue son premier match lors de ce rassemblement, le 3 septembre 2021, lors d'un match amical contre la Grèce. Il est titularisé et les deux équipes se neutralisent (1-1 score final).

### Palmarès
Avec Chelsea, il remporte la Ligue Conférence 2025 puis la Coupe du monde des clubs de la FIFA 2025.
| Chelsea (1)                                                                                    |
| ---------------------------------------------------------------------------------------------- |
| - Ligue Conférence - Vainqueur: 2025 - Coupe du monde des clubs de la FIFA - - Vainqueur: 2025 |